# Mário Morais de Oliveira
Mário Ângelo Morais de Oliveira (Lisboa, 23 de dezembro de 1912 — Lisboa, 1979) foi um advogado, administrador empresarial e político que, entre outras funções de relevo, exerceu as funções de delegado do Governo junto do Grémio do Comércio de Exportação de Vinhos, presidente da Junta Nacional do Vinho (1953), Subsecretário de Estado do Fomento Ultramarino (1962-1965), governador do Banco de Angola (1971-1974), deputado à Assembleia Nacional na VII legislatura (1957-1961) e Ministro de Estado Adjunto da Presidência do Conselho no 3.º governo do Estado Novo, em funções 15 de março de 1974 a 25 de abril de 1974.